# Szlakiem Kolberga
Szlakiem Kolberga – cykl dokumentalny nadawany w TVP Kultura od 2014 roku przybliżający polską muzykę ludową i postać Oskara Kolberga. W każdym odcinku muzyk ludowy zaprasza do swojego domu muzyka niezwiązanego z folklorem i uczy go tradycyjnych melodii. Program pokazuje różne regiony Polski i grupy etniczne. Pomysłodawcami programu są Michał Pietrusiewicz i Grzegorz Jankowski. Cykl reżyserują Grzegorz Jankowski i Elżbieta Rottermund.

## Lista odcinków

### Seria 1 (2014)
| Odcinek | Muzyk ludowy goszczący                                                   | Muzyk odwiedzający    | Region muzyczny                        |
| ------- | ------------------------------------------------------------------------ | --------------------- | -------------------------------------- |
| 1       | Stanisława Galica-Górkiewicz, Krzysztof Trebunia-Tutka                   | Tymon Tymański        | Podhale                                |
| 2       | Albina Kuraś                                                             | Zbigniew Wodecki      | Rzeszowskie                            |
| 3       | Maria Siwiec                                                             | Gaba Kulka            | Radomskie                              |
| 4       | Stanisław Głaz, Zbigniew Butryn                                          | Krzesimir Dębski      | Lubelskie                              |
| 5       | Sławomir Czekalski                                                       | Czesław Mozil         | Łowickie-Łęczyckie                     |
| 6       | Stanisław Witkowski                                                      | Mateusz Pospieszalski | Kieleckie                              |
| 7       | Zespół Jarzębina: Janina Oleszek, Irena Krawiec                          | Misia Furtak          | Lubelskie                              |
| 8       | Zespół Bandysionki: Marianna Bączek, Antonina Deptuła, Bronisława Świder | Anna Maria Jopek      | Kurpie                                 |
| 9       | Teresa Mirga                                                             | Mela Koteluk          | Spisz – Bergitka Roma (Cyganie górscy) |
| 10      | Piotr Gaca                                                               | Stanisław Sojka       | Radomskie                              |

### Seria 2 (2017)
| Odcinek | Muzyk ludowy goszczący                                                 | Muzyk odwiedzający                                      | Region muzyczny           |
| ------- | ---------------------------------------------------------------------- | ------------------------------------------------------- | ------------------------- |
|         | Wiera Niczyporuk, Walentyna Troc                                       | Renata Przemyk                                          | Podlasie                  |
| 2       | Czesław Kocemba                                                        | Marcin Wyrostek                                         | Łowickie                  |
| 3       | Anna Chuda                                                             | Julia Pietrucha                                         | Wielkopolska - Biskupizna |
| 4       | Wiesława Gromadzka                                                     | Włodek „Paprodziad” Dembowski                           | Radomskie                 |
| 5       | Tadeusz Lipiec, Marian Lipiec Andrzej Jurkowski                        | Michał „Sobota” Sobolewski                              | Radomskie                 |
| 6       | Monika Borzym                                                          | Gienia Lenarcik                                         | Kurpie                    |
| 7       | Jan Kępa                                                               | Nanook of the North: Piotr Kaliński i Stefan Wesołowski | Rawskie                   |
| 8       | Barbarą Brodzik, Barbarą Soczewka z Koła Gospodyń Wiejskich w Trzcińcu | Mika Urbaniak                                           | Siedleckie                |
| 9       | Helena Szpytma                                                         | Natalia Kukulska                                        | Rzeszowskie               |
| 10      | Maria Pęzik                                                            | Paulina Przybysz                                        | Radomskie                 |
| 11      | Janina Smagała                                                         | Mieczysław Szcześniak                                   | Mazowsze Płockie          |
| 12      | Danuta Kaczmarek                                                       | Hanna Banaszak                                          | Kujawy                    |
| 13      | Orkiestra Dęta ze Zdziłowic                                            | Antoni „Ziut” Gralak                                    | Lubelskie                 |

### Seria 3 (2018)
| Odcinek | Muzyk ludowy goszczący                                                                   | Muzyk odwiedzający           | Region muzyczny            |
| ------- | ---------------------------------------------------------------------------------------- | ---------------------------- | -------------------------- |
| 1       | Zdzisław Kwapiński                                                                       | Jan Młynarski                | Powiśle                    |
| 2       | Zdzisław Marczuk                                                                         | Mery Spolsky                 | Polesie-Podlasie           |
| 3       | Maria Bienias                                                                            | The Dumplings                | Południowe Mazowsze        |
| 4       | Eudokia Markiewicz, Zofia Kirdylewicz                                                    | Ania Rusowicz                | Podlasie                   |
| 5       | Jan Kmita                                                                                | Adam Bałdych                 | Radomskie                  |
| 6       | Edeltauda Krupopp                                                                        | Ifi Ude                      | Śląsk Opolski              |
| 7       | Bronisława Chmielowska                                                                   | Natalia Grosiak (Micromusic) | Lwowskie/Dolny Śląsk       |
| 8       | "Kapela Jurka Wrony" Jurek Wrona, Kazimierz Marcinek,Wiesław Malec, Zdzisław Ziarkiewicz | Wojtek Mazolewski            | Lasowiacki/ Podkarpacie    |
| 9       | Anna Dunat, Jan Brodka                                                                   | Monika Brodka                | Beskid Żywiecki            |
| 10      | Rodzinny Zespół z Rakowicz                                                               | Natalia Nykiel               | Podlasie/ Grodzieńszczyzna |
| 11      | Edward Dębicki                                                                           | Błażej Król                  | muzyka cygańska            |
| 12      | Stanisław Madanowski                                                                     | Alicja Węgorzewska           | Łowickie                   |
| 13      | Leon Lewandowski                                                                         | Kamp!                        | Kaliskie                   |
| 14      | Zofia Wojnicka                                                                           | Barbara Kinga Majewska       | Kujawy                     |
| 15      | Marianna Rokicka                                                                         | Bovska                       | Kołbelszczyzna             |
| 16      | Józef Murawski                                                                           | Jacek Hałas, Radzimir Dębski | Suwalszczyzna              |
| 17      | Kapela Bursów, Guzowianki                                                                | Zippera                      | Radomskie                  |

### Seria 4 (2019)
| Odcinek | Muzyk ludowy goszczący                                                              | Muzyk odwiedzający                 | Region muzyczny                |
| ------- | ----------------------------------------------------------------------------------- | ---------------------------------- | ------------------------------ |
| 1       | Roman Wojciechowsk                                                                  | Izabela Trojanowska                | Opoczyńskie                    |
| 2       | Apolonia Nowak                                                                      | Anita Lipnicka                     | Kurpie                         |
| 3       | Józef Broda, Katarzyna Broda-Firla                                                  | Kamil Bednarek                     | Beskid Śląski                  |
| 4       | Maria Kowalik                                                                       | Rosalie Hoffman                    | Kieleckie                      |
| 5       | Janina Pydo                                                                         | Dorota Miśkiewicz                  | Lubelskie                      |
| 6       | Zespół Śpiewaczy z Dobrowody: Nina Jawdosiuk, Walentyna Klimowicz, Barbara Jakimiuk | Katarzyna Groniec                  | Podlasie                       |
| 7       | Jan Karpiel-Bułecka                                                                 | Arnold Rutkowski                   | Podhale                        |
| 8       | Kapela Maliszów (Jan, Zuzanna, Kacper Malisz)                                       | Nikola Kołodziejczyk               | Beskid Niski                   |
| 9       | Genowefa Kurant, Paweł Warowny                                                      | Alicja Majewska, Włodzimierz Korcz | Południowe Mazowsze /Lubelskie |
| 10      | Marian Wójcik                                                                       | Kuba Więcek                        | Radomskie                      |
| 11      | Stefan Wyczyński                                                                    | Olaf Deriglasoff                   | Świętokrzyskie/Małopolska      |
| 12      | Kapela Manugi                                                                       | Tomasz "Lipa" Lipnicki             | Wielkopolska                   |
| 13      | Angele Bapkauskiene, Aldona Vaicekauskiene                                          | Reni Jusis                         | Suwalszczyzna/Litwa            |
| 14      | Urszula Tomasik                                                                     | Iga Krefft                         | Opoczyńskie                    |
| 15      | Władysław Jankowski, Eugeniusz Raulin, Joanna Gostkowska-Białek                     | Kamil Piotrowicz                   | Kaszuby                        |
| 16      | Janina Chmiel                                                                       | Radosław "Skubas" Skubaja          | Lubelskie                      |

W grudniu 2017 roku z okazji świąt Bożego Narodzenia został wyemitowany odcinek specjalny w którym zaprezentowano ludowe kolędy zaaranżowane przez Mateusza Pospieszalskiego.
| Muzyk ludowy                                                                                           | Muzyk towarzyszący | Kolędy                                               |
| --- | ------------------ | ---------------------------------------------------- |
| | Zakopower          | Ej, a wcora z wiecora Przy hornej dolinie            |
| Gałcunecki: Maria Siwiec, Maria Pęzik, Zofia Kucharczyk, Maria Oracz, Jadwiga Dziedzic, Maria Rokicka, | Czesław Mozil      | U zielonej dąbrowy W dzień Bożego Narodzenia         |
| Wiera Niczyporuk Walentyna Troc Julita Charytoniuk                                                     | Renata Przemyk     | Tam wysoko w synym nebi Dobry weczór, czudry weczór  |
| Teresa Mirga Piotr Hortmanowicz Piotr Ondycz Jacek Kacica                                              | Kayah              | Sow mangie ćhaworo Odoj dur Betlejema                |
| Genowefa Lenarcik                                                                                      | Monika Borzym      | Mizerna cicha Lulaj że Jezuniu                       |
| Anna Chuda                                                                                             | Misia Furtak       | W Boże Narodzenie wszystko się weseli W tej kolędzie |

## re:tradycja
Program stał się inspiracją dla organizatorów Jarmarku Jagiellońskiego w Lublinie którzy na jego kanwie zorganizowali koncerty re: tradycja (2016, 2017, 2018), w którym obok muzyków ludowych występują w repertuarze tradycyjnym artyści znani z polskiej sceny muzycznej. Niektóre z tych spotkań bywały kontynuowane, np. wspólną cd wydali Jan Emil Młynarski i Kapela Zdzisława Kwapińskiego. Niektóre z tych dokumentów były jednymi z ostatnich rejestracji filmowych osób wkrótce potem zmarłych, np. spotkanie Zbigniewa Wodeckiego i Albiny Kuraś.